# Carme Clusellas i Pagès
Carme Clusellas i Pagès és l'actual directora del Museu d'Art de Girona i vocal de la Comissió Executiva de la Junta de Museus de Catalunya. Va ser presidenta de l'Associació de Museòlegs de Catalunya.

## Biografia
És llicenciada en Geografia i Història per la UB en l'especialitat d'Història de l'art. Diplomada en Restauració i Conservació de Béns Mobles per l'Escola d'Arts i Oficis de la Diputació de Barcelona. Màster en Gestió Cultural. Postgrau en Informació i Documentació i un Postuniversitari de formació en Patrimoni: conservació i gestió del Patrimoni.
Especialitzada en l'àmbit de la museologia i la gestió cultural, fins al moment era responsable d'Activitats i exposicions de la commemoració del Tricentenari de 1714 de l'Oficina tècnica del Tricentenari, gestionada per Magmacultura. Ha estat directora del Museu de Granollers entre el 2008 i el 2012, directora del Museu Arxiu Tomàs Balvey de Cardedeu entre el 1996 i el 2008 i coordinadora General de la Casa d'Oficis El Palau, dirigint i coordinant entre d'altres el projecte d'intervenció en el Museu Palau de Can Mercader. Ha comissariat diverses exposicions i ha coordinat projectes en els àmbits de la difusió, documentació i restauració.